# Hans Åke Gabrielsson
Stig Hans Åke Gabrielsson, född 19 april 1948 i Växjö, är en svensk regissör och manusförfattare. 
Gabrielsson började arbeta inom filmbranschen som animatör i Per Åhlins ateljé i Hököpinge. Han flyttade till Stockholm 1976 där han till att börja med arbetade som teaterregissör och dokumentärfilmare. 

## Filmmanus i urval
- 1986 – Ulme (TV-serie)
- 1986 -  Flykten
- 1992 -  Jönssonligan & den svarta diamanten
- 1995 -  Jönssonligans största kupp
- 1998 – Sista kontraktet
- 2000 - Hundhotellet
- 2006 - Min frus förste älskare

## Regi i urval
- 1982 -  Samtidigt, en fredag
- 1992 - Jönssonligan & den svarta diamanten
- 1995 - Jönssonligans största kupp
- 1999 - Sjön
- 2006 - Min frus förste älskare